# The Final Frontier World Tour
The Final Frontier World Tour is een concerttournee van de Britse muziekgroep Iron Maiden. Het eerste optreden van de tournee heeft plaatsgevonden op 9 juni 2010 in Dallas (Texas). De tour diende ter promotie van hun 15e studioalbum, The Final Frontier, dat in 2010 verscheen. 

## Voorprogramma
- Dream Theater, op alle Noord-Amerikaanse optredens behalve in Winnipeg
- Automan in Winnipeg
- Heaven & Hell in Bergen, Noorwegen
- Rise to Remain, op Europese optredens